# Nosówko
Nosówko (niem. Nassow-Bahnhof) – wieś sołecka w Polsce położona w województwie zachodniopomorskim, w powiecie białogardzkim, w gminie Białogard. W latach 1975–1998 wieś należała do województwa koszalińskiego. W roku 2007 wieś liczyła 177 mieszkańców.

## Geografia
Wieś leży ok. 12 km na północny wschód od Białogardu, pomiędzy Nosowem a miejscowością Białogórzyno, przy linii kolejowej nr 202 Gdańsk - Stargard, ze stacją Nosówko. Wieś wielodrożnicowa w zabudowie rozproszonej. Tereny w najbliższym sąsiedztwie wsi to łąki, lasy równinne i torfowiska niskie.

## Gospodarka
W Nosówku funkcjonuje plac składowy Zespołu Składnic Lasów Państwowych. 

## Komunikacja
W miejscowości znajduje się przystanek komunikacji autobusowej oraz stacja kolejowa.

## Urodzeni
W 1959 we wsi urodził się Mariusz Niewiadomski – polski piłkarz występujący na pozycji napastnika.